# Rhipidocyclina
Rhipidocyclina es un género de foraminífero bentónico considerado un sinónimo posterior de Discocyclina de la familia Discocyclinidae, de la superfamilia Nummulitoidea, del suborden Rotaliina y del orden Rotaliida. Su especie tipo era Orbitoides (Rhipidocyclina) multiplicata. Su rango cronoestratigráfico abarcaba desde el Thanetiense (Paleoceno superior) hasta el Priaboniense (Eoceno superior).

## Discusión
Rhipidocyclina fue considerado un subgénero de Orbitoides, es decir, Orbitoides (Rhipidocyclina) de la subfamilia Orbitoidinae, de la familia Orbitoididae y de la superfamilia Orbitoidoidea.

## Clasificación
Rhipidocyclina incluía a las siguientes especies:
- Rhipidocyclina multiplicata †, también considerado como Orbitoides (Rhipidocyclina) multiplicata †, y aceptado como Discocyclina multiplicata †
- Rhipidocyclina nummuliticus †, también considerado como Orbitoides (Rhipidocyclina) nummuliticus †, y aceptado como Discocyclina nummulitica †